# Berlin SC
Le Berlin SC ou Club de patinage de Berlin (en allemand : Berliner Schlittschuhclub) est un club omnisports fondé en 1893, possédant des sections de hockey sur glace mais également de curling, patinage de vitesse, pétanque sur glace, patinage artistique et short track.
La section de hockey sur glace, créée en 1908 a remporté 20 fois le championnat allemand dont 18 fois dans un championnat d'Allemagne unifiée, et 3 fois la Coupe Spengler ce qui en fait un des clubs allemands les plus titrés.

## Section Hockey sur glace
Le club a été fondé en 1893 et une section de hockey sur glace a été formé en 1908, qui a remporté le championnat de la ville de Berlin en 1910. Dès la saison inaugurale du championnat allemand de hockey sur glace en 1912, le club a dominé la compétition, remportant dix-sept titres entre 1912 et 1937. Un autre titre a été ajouté en 1944 lors de la dernière saison disputée pendant la Seconde Guerre mondiale, par une équipe combinée en temps de guerre du Berlin SC et de son rival berlinois le SC Brandebourg, jouant sous le nom de Kriegsspielgemeinschaft Berlin. L'équipe se distingue également au niveau européen en remportant à trois reprises la Coupe Spengler, ainsi que le Tournoi de Berlin.
Après la Seconde Guerre mondiale, le club a joué sous le nom d'EG Berlin-Eichkamp, avant d'être rebaptisé Berliner Schlittschuchclub à nouveau en 1951. En tant qu'EG Berlin-Eichkamp, ils ont terminé deuxièmes des championnats d'Allemagne en 1947 et 1949.
Au cours de la saison 1958-59, le club a continué à jouer dans l'Oberliga, mais ne s'est pas qualifié pour la nouvelle Bundesliga de hockey sur glace. Ils sont restés dans l'Oberliga de deuxième niveau pendant la majeure partie des années 1960, sauf 1966–67, avant d'être promus en Bundesliga pour la saison 1972–73.
Le Berlin SC a remporté le titre de Bundesliga de hockey sur glace en 1974, pour la première fois depuis 1944, et a de nouveau remporté le titre deux ans plus tard, en 1976.
En 1981, la section de hockey sur glace a été séparée du club principal, et prend le nom de Berliner Schlittschuh-Club Eishockey e.V. Après une seule saison, le BSchC a dû se retirer de la Bundesliga en raison de problèmes financiers, et a fusionné en 1983 avec la section de hockey sur glace du BFC Preussen, formant l'équipe du BSC Preussen.
En 2004, en raison des difficultés financières du BSC Preussen, le Berlin SC a conclu une coopération avec créant le Berliner SC Preussen (BSchC), qui n'a cependant existé qu'une seule saison. Comme lors de la saison 2005/06, la première équipe masculine du BSchC a joué dans la Verbandsliga Nord-Ost de cinquième rang jusqu'en 2007, la deuxième sélection a concouru dans la Landesliga Berlin de sixième rang.
Début juillet 2007, la section de hockey sur glace a de nouveau été exclu du club Berlin SC. Afin de permettre aux hockeyeurs de continuer à jouer, un nouveau club a été fondé, le Berliner Schlittschuh-Club 2007 Eissport, plus tard ESC 2007 Berlin. En 2007/08 , l'ESC a joué une saison dans la Regionalliga Nord-Ost. Après que le club ait été relégué dans la cinquième ligue d'État de Berlin, une équipe a été enregistrée en même temps dans la Sachsenliga, qui en 2010 est devenue la quatrième division la plus élevée grâce à une réforme de la ligue et a été rebaptisée Regionalliga Ost l'année suivante.
Le 17 juillet 2020, l'Assemblée générale change le nom de l'ESC Berlin et retrouve le nom de Berliner Schlittschuh-Club. Le club de patinage d'origine, dont l'ESC s'est séparé en 2007, s'était depuis dissous.

### Palmarès
- Bundesliga (20) : 1912, 1913, 1914, 1920, 1921, 1923, 1924, 1925, 1926, 1928, 1929, 1930, 1931, 1932, 1933, 1936, 1937, 1944[3], 1974, 1976.
- Coupe Spengler (3) : 1924, 1926, 1928.
- 2. Bundesliga (1) : 1972.
- Tournoi international de Berlin (4) : 1925, 1927 (I), 1927 (II), 1930

### Noms
- 1908–1945 : Berliner Schlittschuh-Club 1893
- 1945–1951 : EG Berlin-Eichkamp
- 1951–1981 : Berliner Schlittschuh-Club 1893
- 1981–1982 : Berliner Schlittschuh-Club Eishockey
- 1983–1992 : Berliner Schlittschuh-Club 1893
- 1992–1997 : Berliner Schlittschuh-Club Eishockey
- 1997–2007 : Berliner Schlittschuh-Club 1893
- 2007–2008 : Berliner Schlittschuh-Club 2007 Eissport
- 2008–2020 : Eissport- und Schlittschuh-Club 2007 Berlin
- depuis 2020 : Berliner Schlittschuh-Club